# Kórógy (Horvátország)
Kórógy (horvátul: Korođ) magyar falu Kelet-Horvátországban, a Valkó (Vuka) folyó bal partján. Közigazgatásilag Valkótardhoz (horvátul: Tordinci) tartozik.

## Történelme
Eredetileg vár mellett jött létre. Az írásos források 1290-ben említenek egy sáncokkal körülvett várhelyet, Castrum Kourougy (ultra fluvium Drawe) néven, amely ma is áll Kórógyvárpuszta (Pustara Kolođvar) néven a településtől északra, a hajdani Palacsa-mocsárban. A középkorban Valkó vármegyében találjuk.
Az 1540-es években Sztárai Mihály és Szentantali Gergely térítette a falu lakosságát református hitre.
A mai Kórógy a törökök kiűzése után alakult ki, azelőtt több kis település állt a mai község területén. Akkoriban jobbágyfalu volt és a valkóvári Eltz gróf tulajdonában. 
A trianoni békeszerződés előtt Szerém vármegyéhez tartozott, magyar lakói földműveléssel foglalkoztak. Fejlett volt a lentermesztés, a lenből népi szőttesek és ruházati cikkek készültek. A délszláv háború nagy károkat okozott a településnek: a lakosok elmenekültek, szétlőtt református temploma pedig csak 2001-ben a magyar kormány támogatásával épült újjá. A háború előtt virágzott a magyar hagyományőrzés is, a faluban működik az Ady Endre Művelődési Egyesület.
A 19. században még színmagyar faluba a második világháború után szerbeket telepítettek be. A szomszédos magyar falu, Kórógy területéből 1919-ben megalapították a szerb nemzetiségű új falut, Palacsát. Palacsán kívül Ada és Szilas is szerb falu. Tartja a mondás Kórógyon, hogy a "nagyszüleink tanították a betelepülő juhász szerbeket a mezőgazdaságra".
A délszláv háború kitörésekor, 1991. június 19-én kezdték el lőni a szerbek a falut. A helyzet annyira súlyossá vált, hogy augusztus 20-án a nők és a gyerekek Magyarországra menekültek, és a Zánkai Úttörőtáborban helyezték el a menekülteket. A kórógyi templomgondnok akkor verte félre a harangot, amikor a toronyba becsapódott egy szerb akna. A gondnok a robbanás miatt kizuhant a templomtoronyból, és meghalt.
A háború után, 1998-ban térhettek vissza a korábbi lakók a faluba, ahol a házak többségét kifosztották.

## Népesség
A délszláv háború előtt a településnek több mint 800 lakosa volt, az 1991-es népszámlálás szerint 750-en lakták. A lakosok zöme magyar. Felekezeti megoszlás szerint a többség református volt, de élt itt egy nazarénus közösség is.
2011-ben 510 fő lakta.

## Nevezetességei
- Középkori várrom

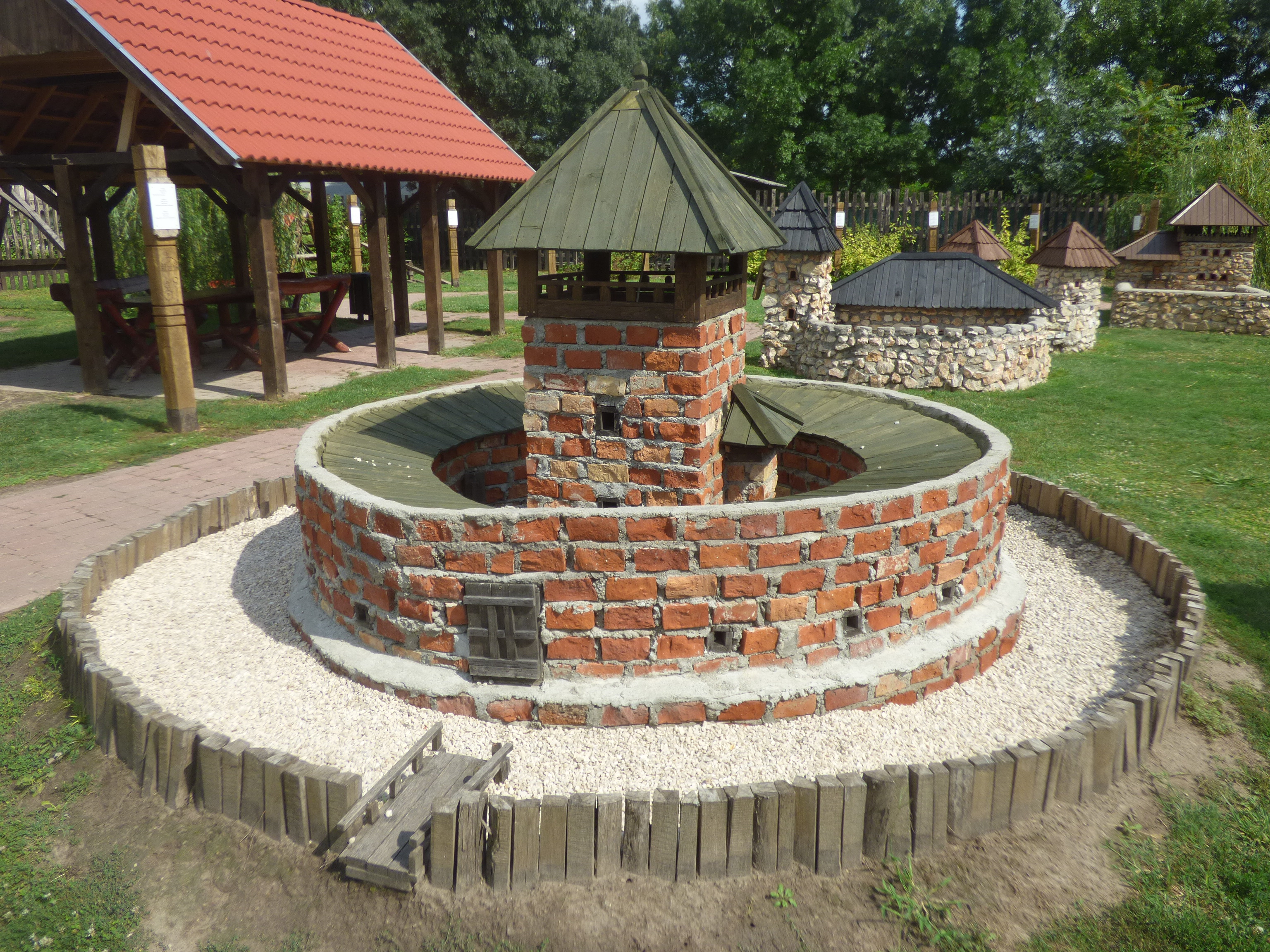
Kórógy várának makettje a dinnyési Várparkban

- Református templom, a délszláv háború után újjáépült.
- Nyolcosztályos magyar tannyelvű iskola